# Valtteri Kemiläinen
Valtteri Kemiläinen (ur. 16 grudnia 1991 w Jyväskylä) – fiński hokeista, reprezentant Finlandii, olimpijczyk.

## Kariera
- Diskos U16 (2006-2007)
- Diskos U18 (2008-2010)
- Diskos U20 (2010)
- JYP U20 (2010-2012)
- JYP-Akatemia (2012-2015)
- JYP (2014-2016)
- Tappara (2016-2021)
- Witiaź Podolsk (2021-2022)
- Rögle BK (2022-)

Wychowanek klubu Diskos w rodzinnym mieście. Od 2010 rozwijał karierę w innym klubie ze swojego miasta, JYP. Od 2014 przez dwa sezony grał w jego zespole seniorskim. W maju 2016 przeszedł do Tappara, gdzie rozegrał pięć kolejnych edycji rozgrywek Liiga. W maju 2021 został zaangażowany przez rosyjski Witiaź Podols, występujący w rozgrywkach KHL. W trakcie sezonu, 31 stycznia 2022 ogłoszono jego transfer do szwedzkiego Rögle BK.
W barwach reprezentacji Finlandii uczestniczył w turnieju zimowych igrzysk olimpijskich 2022.

## Sukcesy
Reprezentacyjne
- Złoty medal zimowych igrzysk olimpijskich: 2022

Klubowe
- Brązowy mistrzostw Finlandii: 2015 z JYP, 2019 z Tappara
- Trofeum pamiątkowe Harry’ego Lindbladina – pierwsze miejsce w sezonie zasadniczym Liigi: 2017 z Tappara
- Złoty medal mistrzostw Finlandii: 2017 z Tappara
- Srebrny medal mistrzostw Finlandii: 2018 z Tappara
- Hopealuistin: 2020 z Tappara